# 4630 Chaonis
4630 Chaonis eller 1987 WA är en asteroid i huvudbältet som upptäcktes den 18 november 1987 av den tyske astronomen Johann M. Baur vid Chions-observatoriet. Den är uppkallad efter den italienska kommunionen Chaonis.
Asteroiden har en diameter på ungefär 7 kilometer.